# Neuhofen an der Krems
Neuhofen an der Krems je městys v rakouské spolkové zemi Horní Rakousy, v okrese Linec-venkov.
K 1. lednu 2015 zde žilo 3 833 obyvatel.